# Ukrainsk scenkonst

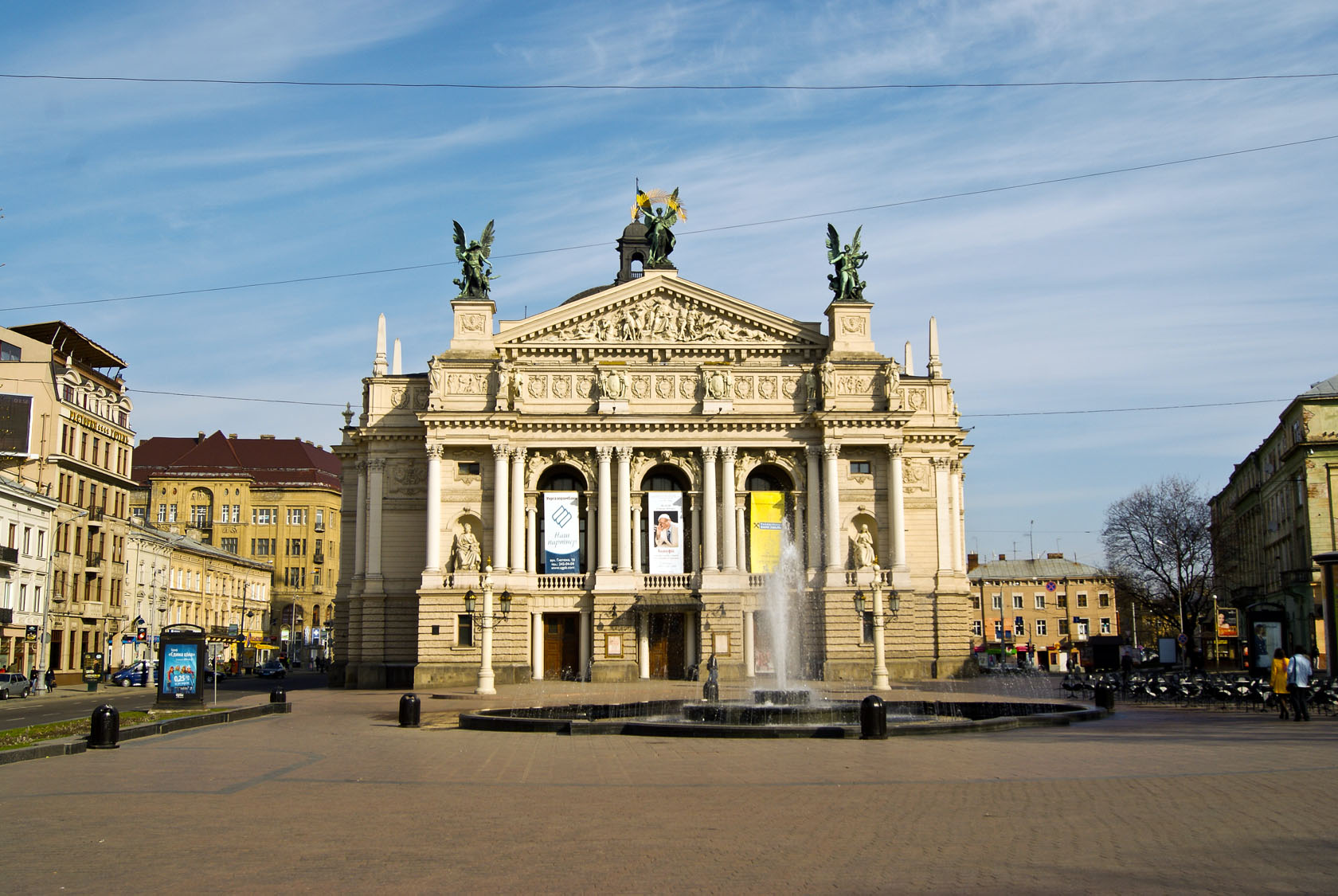
Lviv Opera och Balett Teater.

Ukrainsk scenkonst är ett samlingsnamn för teater, dans och musikalproduktion i Ukraina.
Den moderna ukrainska teatern skapades i Galizien år 1848. Folkliga dramer uppfördes 20 år senare av Julian Lavretskyj. Men denna konstart förföll på grund av ryska censurens bestämmelser. Först efter Första världskriget fick Kiev en ukrainsk nationalteater.